# 11041 Фечнер
11041 Фечнер  (11041 Fechner) — астероїд головного поясу, відкритий 26 вересня 1989 року.
Тіссеранів параметр щодо Юпітера — 3,522.